# كنغر حبنا (فلم)
كنغر حبنا فيلم مصري كوميدي، تم عرضه تاريخ 20 أبريل 2016. الفيلم بطولة رامز جلال وسارة سلامة وحسن حسني وهاني شو وإدوارد وبيومي فؤاد، ومن إخراج أحمد البدري وتأليف لؤي السيد. حصد الفيلم ما يقارب 4,751,489 إيرادات

## القصة
في سياق كوميدي، يعمل الشاب (رامز جلال) بإحدى شركات الشحن التي تتولى استقدام تماثيل لحيوان الكنغر لصالح أحد البازرات؛ ولكن في الجمرك تحدث مفارقة حيث تُستبدل التماثيل بحيوانات كنغر حقيقة، فيجد (رامز جلال) نفسه متولي مهمة الحفاظ ورعاية تلك الحيوانات حتى يتم تسليمها لصحابها الحقيقي، وتساعده في ذلك الطبيبة البيطرية (سارة سلامة) مما يجعله يواجه العديد من المواقف الكوميدية في وجود الكنغر

## تمثيل
- رامز جلال (خالد)
- سارة سلامة (دكتورة رانيا)
- حسن حسني (نيازي)
- هاني شو (ساحر الفيلم)
- إدوارد (كرم)
- بيومي فؤاد (شوقي الضبع)
- داود حسين (أبو زبيب)
- إنعام سالوسة (والدة خالد)
- لطفي لبيب (فيلوباتير)
- هياتم (تهاني)
- أسماء سعيد
- دينا سامي
- ثابت البطل
- علاء الشيخ

## طاقم العمل
- لؤي السيد (مؤلف)
- أحمد البدري (مخرج)
- أشرف نار (مخرج مساعد)
- طارق الكاشف (مساعد إخراج)
- ياسر الكومي (مساعد إخراج)
- شادي علي (مدير التصوير)
- أحمد بيجو (مشرف إضاءة)
- يحيى عباس (كاميرا مان)
- معتز الكاتب (مونتير)
- محمد عبد الحسيب (مكساج)
- وليد صبري (منتج)
- حاتم سعيد غانم (مدير الإنتاج)
- الإخوة المتحدين (الإخوة المتحدين للسينما) (موزع)
- ريهام عاصم (ستايلست)
- عمرو إسماعيل (موسيقى تصويرية)
- إسلام يوسف (مهندس الديكور)
- هاني عجمي (منسق مناظر)